# William C. Minor
William Chester Minor, även känd som W. C. Minor, född 22 juni 1834 i Manepay i Ceylon (idag Sri Lanka), död 26 mars 1920 i New Haven i Connecticut i USA, var en amerikansk militärläkare och en av de största bidragsgivarna till Oxford English Dictionary. Han led också av psykiska sjukdomar vilket medförde att han inte länge kunde arbeta som läkare.

## Biografi

### Tidigt liv
Minor föddes på ön Ceylon (dagens Sri Lanka), som son till missionärer av Kongregationalistkyrkan från New England. Han hade flera halvsyskon, bland dessa Thomas T. Minor, borgmästare av Seattle, Washington under sena 1880-talet. Vid fjorton års ålder skickades han till USA. Han började så småningom studera vid Yale och avlade en medicinsk utbildning 1863.

### Militär karriär
Han antogs till nordstatsarmén som kirurg och tjänstgjorde vid Slaget vid Wilderness i maj 1864, vilket var känt för dess hemska förluster av båda sidor. Minor fick där uppdraget att straffa en irländsk soldat i Union Army genom att brännmärka honom med ett D för desertering (deserter). Denne mans nationalitet kommer senare spela en roll i Minors dementiska vanföreställningar.
Efter slutet av amerikanska inbördeskriget flyttade Minor till New York och arbetade där. Han var mycket fascinerad av stadens red-light district och ägnade mycket av sin lediga tid med de prostituerade. Vid året 1867 hade hans beteende blivit känt inom armén, och Minor blev utsänd till en avlägsen plats vid Florida Panhandle. 1868 hade omständigheterna drivit honom till ett sådant vansinne att han skickades till St. Elizabeths Hospital, ett mentalsjukhus i Washington D.C.. Efter 18 månader hade han inte visat någon förbättring.

### Flytt till England
1871 flyttade Minor till England, där han bosatte sig i slummen i Lambeth, London, där han återigen upptog sitt tidigare liv. Han hemsöktes av sin paranoia och sköt brutalt en man vid namn George Merrett. Minor trodde att Merrett hade brutit sig in i hans rum den 17 februari 1872. Merrett hade kämpat för att kunna försörja sin familj med sex barn, sig själv och sin gravida fru Eliza. Efter att ha suttit häktad i Horsemonger Lane Gaol dömdes Minor icke skyldig med anledning av galenskap och skrevs in på mentalsjukhuset Broadmoor i Crowthorne i Berkshire. Med sin pension från armén, och tack vare att han ansågs vara ofarlig, kunde han leva ett under omständigheterna komfortabelt liv och köpa böcker.

### Oxford English Dictionary
Det var troligen genom sina kontakter med Londons bokförsäljare han fick höra att det söktes volontärer för det som skulle komma att bli Oxford English Dictionary (OED). Han ägnade mycket av sin tid att bidra med detta arbete. Han blev en av de effektivaste volontärerna. Det sägs att han ofta besöktes av änkan till den man han sköt, och att hon lämnade böcker till honom.
Minors hälsa försämrades och 1902 skar han av sin egen penis, Mentalt återhämtade han sig aldrig efter detta och skickades tillbaka till USA och St. Elizabeths Hospital där han diagnotiserades med Dementia praecox (förtida demens). Han avled 1920 i New Haven, Connecticut.

### Övriga källor
- Winchester, Simon (1998), The Professor and the Madman: A Tale of Murder, Insanity, and the Making of the Oxford English Dictionary. New York: HarperPerennial. ISBN: ISBN 0060175966, OCLC 38425992 (The Surgeon of Crowthorne) originalutgåva, Storbritannien. ISBN ISBN 0140271287, OCLC 42083202
- Aurandt, Paul (1984). "14. Pen Pals". Paul Harvey's the Rest of the Story. London: Bantam. sidor 31-33. ISBN ISBN 0553259628